# Maria Magdalenakerk (Amsterdam)

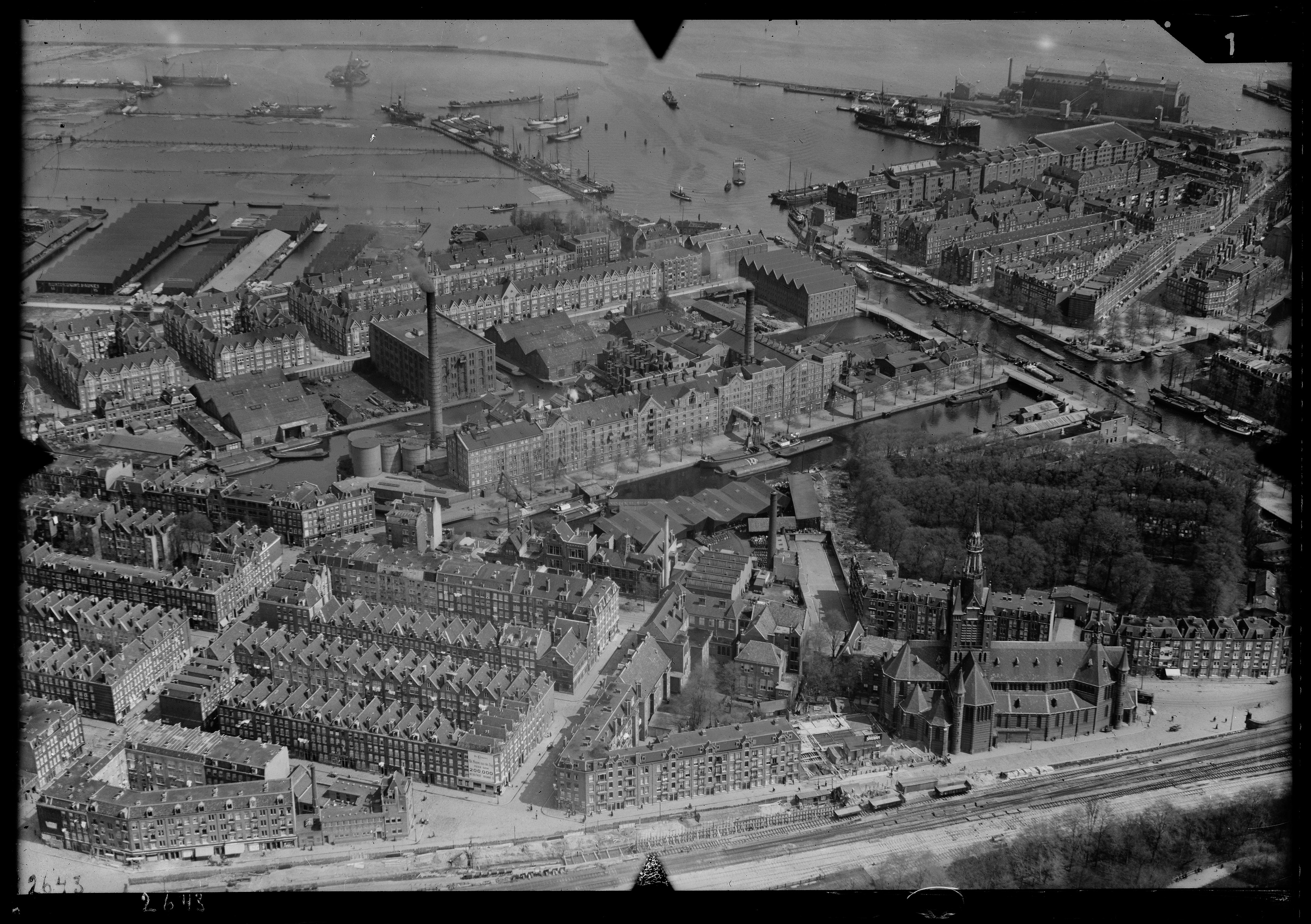
De Maria Magdalenakerk (rechtsonder)
en de Spaarndammerbuurt vanuit de lucht gezien in noordoostelijke richting. Op de achtergrond de Houthavens; circa 1930. Luchtvaartafdeeling, 1920-1940.

De Parochiekerk van de Heilige Maria Magdalena in Amsterdam was een kerkgebouw ontworpen door P.J.H. Cuypers. De bouw ervan ging van start in 1889; op 17 april 1891 werd de kerk opengesteld. 
De kerk in de Spaarndammerstraat had Maria Magdalena als patroon.

## Architectuur
De kerk werd gebouwd op een min of meer driehoekig perceel. Cuypers wist het beschikbare oppervlak optimaal te benutten door de kerk een deels wigvormig schip te geven dat zich vanaf de smalle voorkant naar de achterkant toe meer verbreedde om hierna over te gaan in een rechthoekige centrale ruimte met een transept. Hierachter bevond zich het koor met twee zijkapellen. Om ruimte te besparen kreeg de kerk in plaats van een conventionele toren een grote vierkante vieringtoren, vergelijkbaar met de toren die Cuypers eerder toepaste bij de Sint-Augustinuskerk in Nijmegen. Bijzonder aan het gebouw was de ijzeren spits, iets dat Cuypers herhaalde bij de Sint-Jozefkerk in Groningen. Het gebouw werd destijds gezien als een hoogtepunt in het oeuvre van Cuypers in het bijzonder en van de neogotiek in Nederland als geheel.

## Sloop
Eind jaren vijftig kwam bij de plaatsing van nieuwe verwarming aan het licht dat de fundamenten mankementen vertoonden. Dat kon toen nog hersteld worden, maar naar achteraf bleek was dit alleen tijdelijk. Toen beginjaren zestig de kerk een nieuw altaar wilde plaatsen in verband met het 75-jarig bestaan, bleek dat de achteruitgang in de fundamenten zich had doorgezet, ook richting de basementen (sokkels van de pilaren) en gewelven. Er was geen redden aan. De samenstelling van het gebruikte baksteen bleek niet opgewassen tegen de moderne tijd, aldus Monumentenzorg destijds.
In 1965 was de laatste dienst, de kerk stond vervolgens twee jaar leeg. In die tijd werden inventaris en goederen overgebracht naar de Onze Lieve Vrouwe van Lourdes-kerk aan de Jacob Catskade. Er verschenen advertenties in de kranten, men kon bijvoorbeeld een bod doen op zaken als de eikenhouten deuren. Ook het metaal van de toren werd aangeprezen. 
Het kerkgebouw werd vanaf maart 1967 gesloopt. In september was de helft gesloopt, in december stonden alleen nog de torentjes met stutmuur overeind. 
Toen de sloop klaar was, bleef er een gat in de bebouwing over. Omwonenden moesten diverse keren de gemeente erop wijzen, dat ze tegen kale muren zaten aan te kijken. Als vanzelf ontstond een parkje, dat al snel in de volksmond het "Magdalenaparkje" ging heten. In 1973 kreeg dit parkje een eigen naam, Domela Nieuwenhuisplantsoen. In dit plantsoen zijn nog steeds de contouren van de vroegere kerk zichtbaar, in de vorm van fundamenten en muurbogen.

## Magdalenakapel
Na de sloop van de Maria Magdalenakerk gebruikte de parochie de Magdalenakapel, verderop in de Spaarndammerstraat. Ook deze werd echter in 2012 door de katholieke kerk afgestoten.

## Galerij

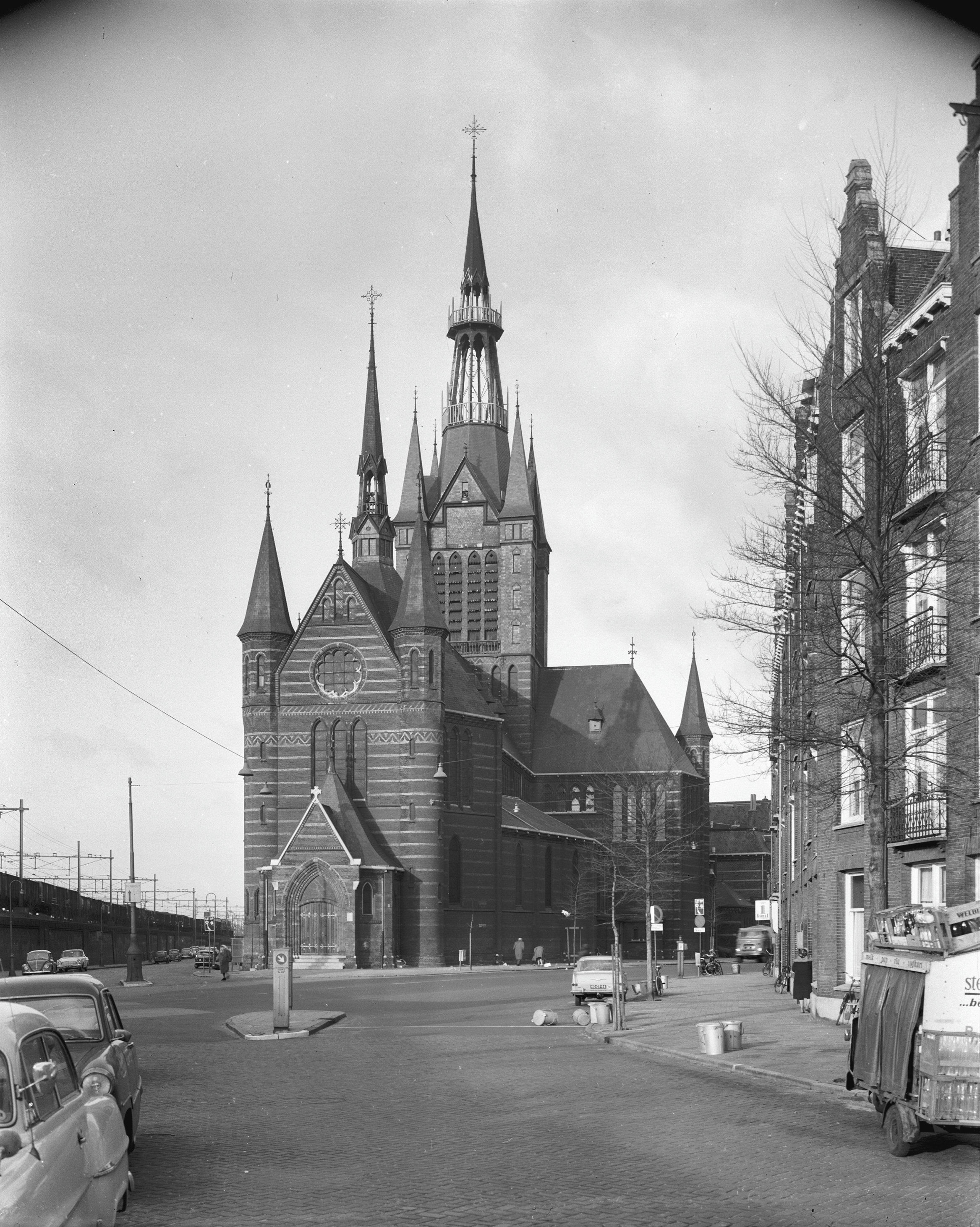
Vooraanzicht december 1964
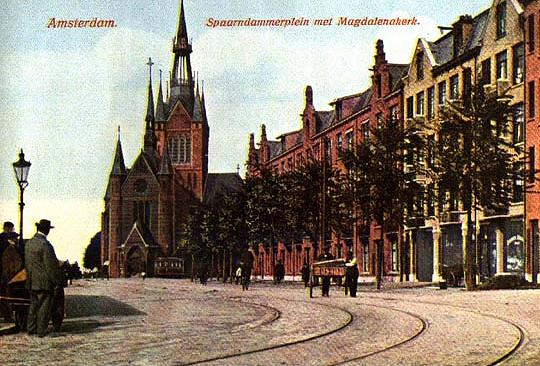
De Maria Magdalenakerk omstreeks 1900
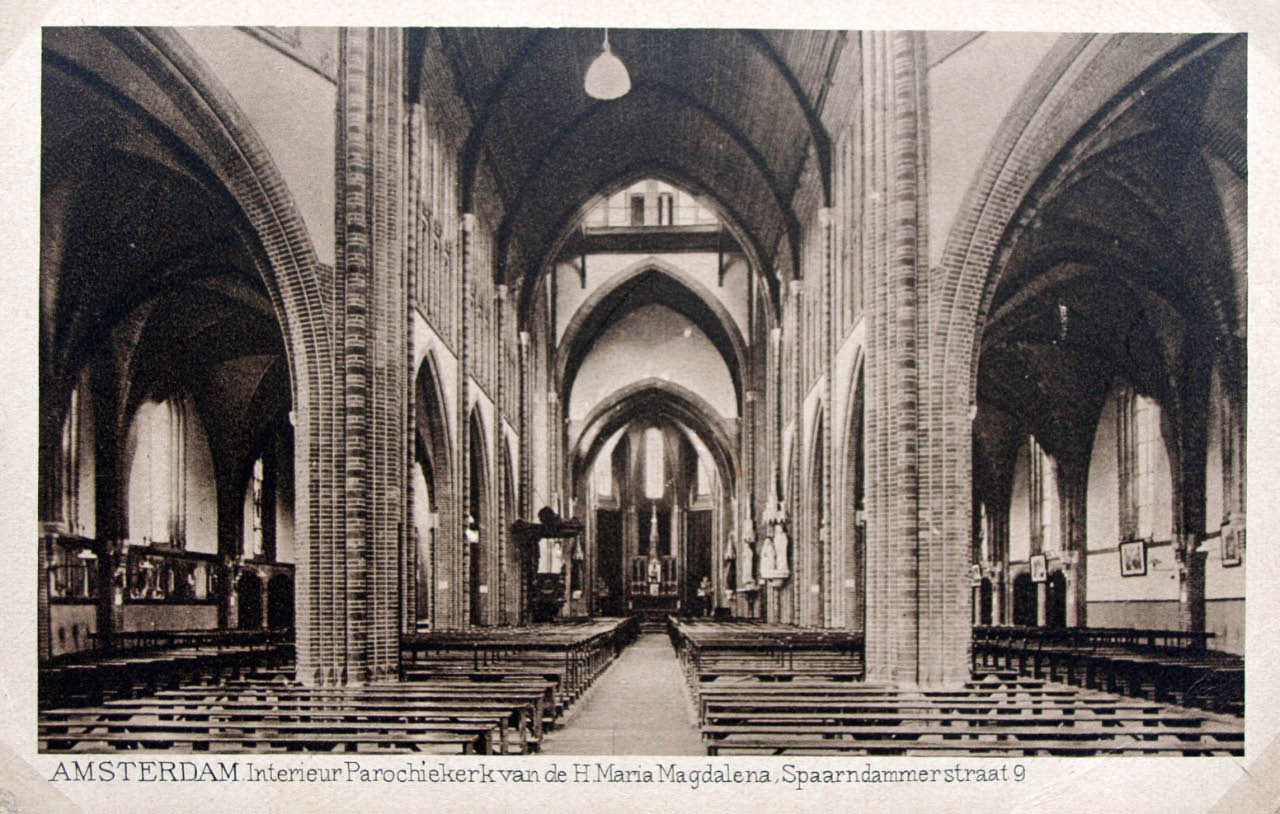
Het interieur
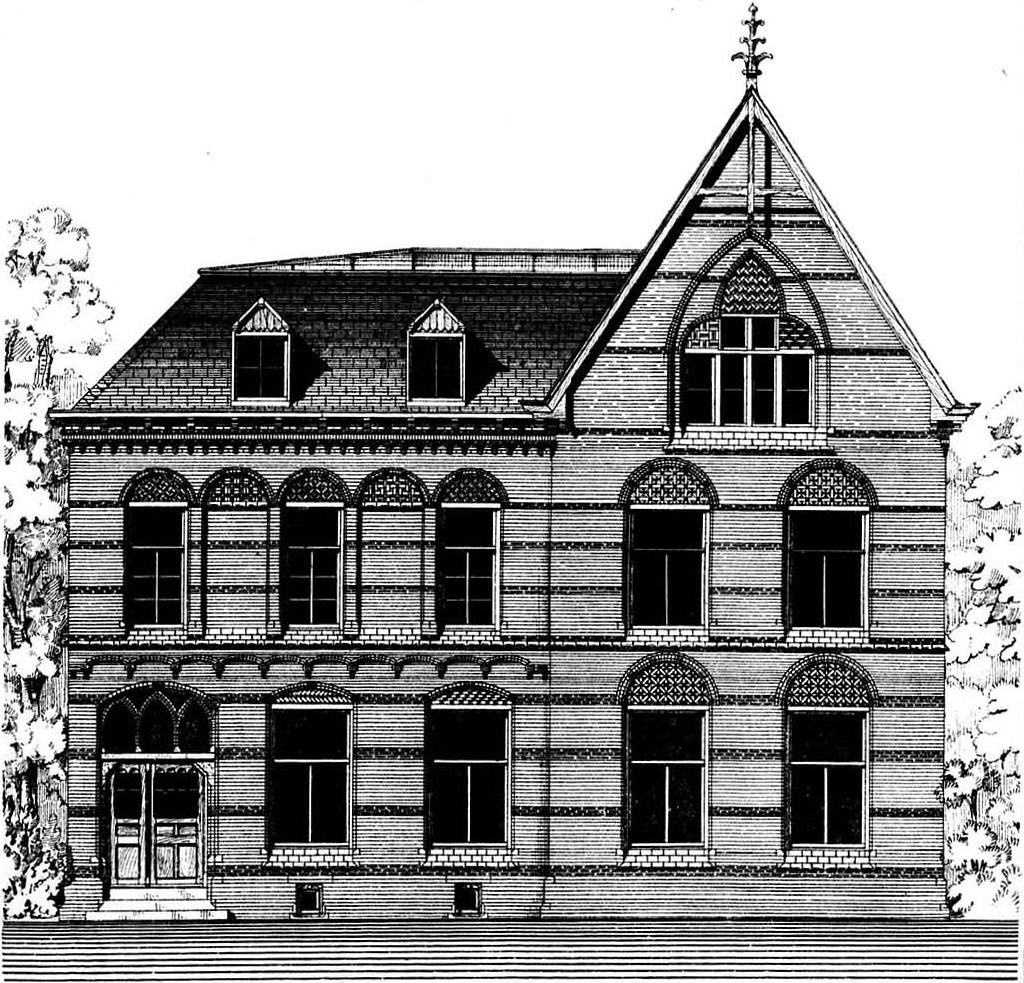
Pastorie van de Maria Magdalenakerk, Spaarndammerstraat 9, op tekening
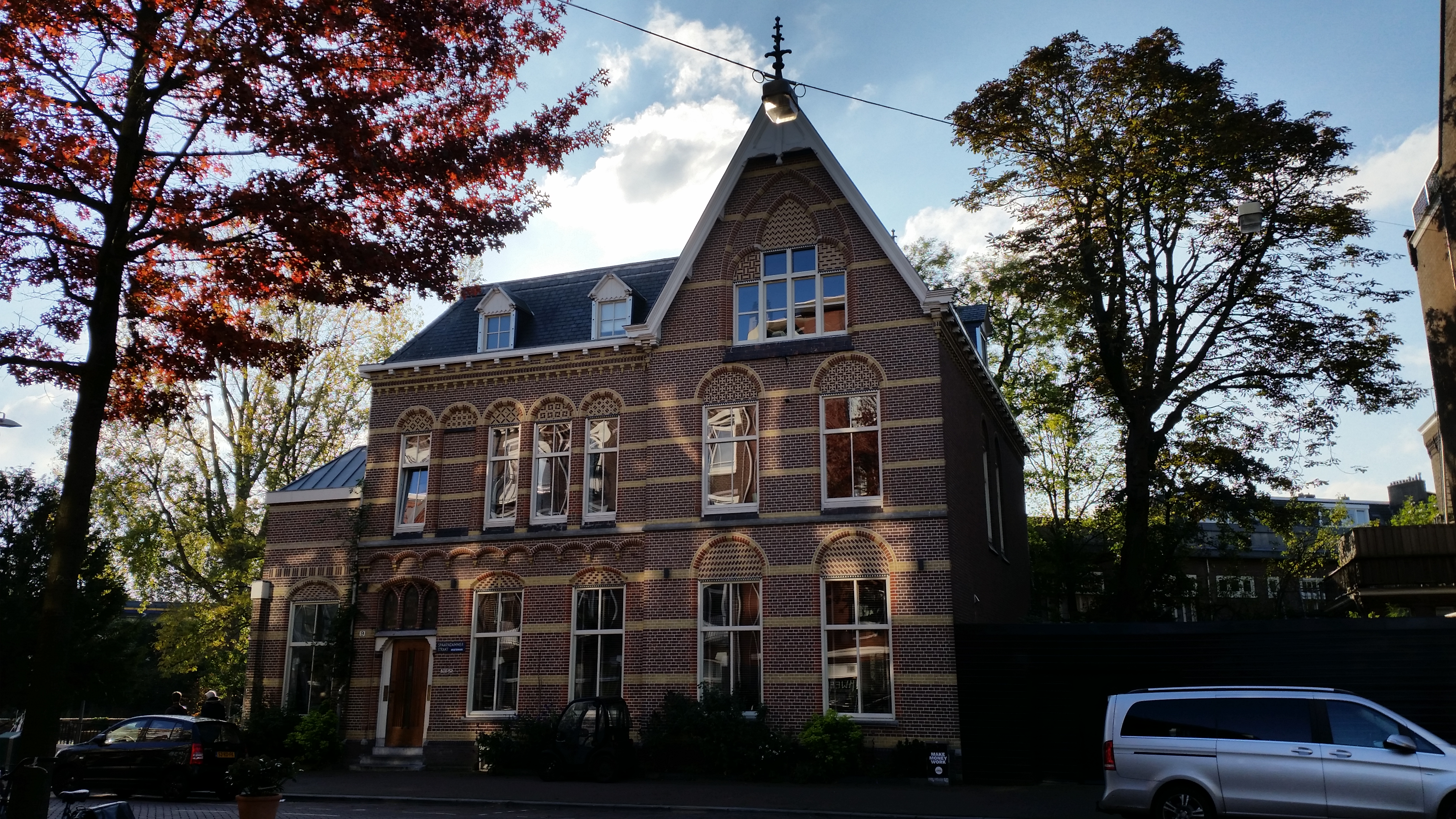
De Pastorie in oktober 2019
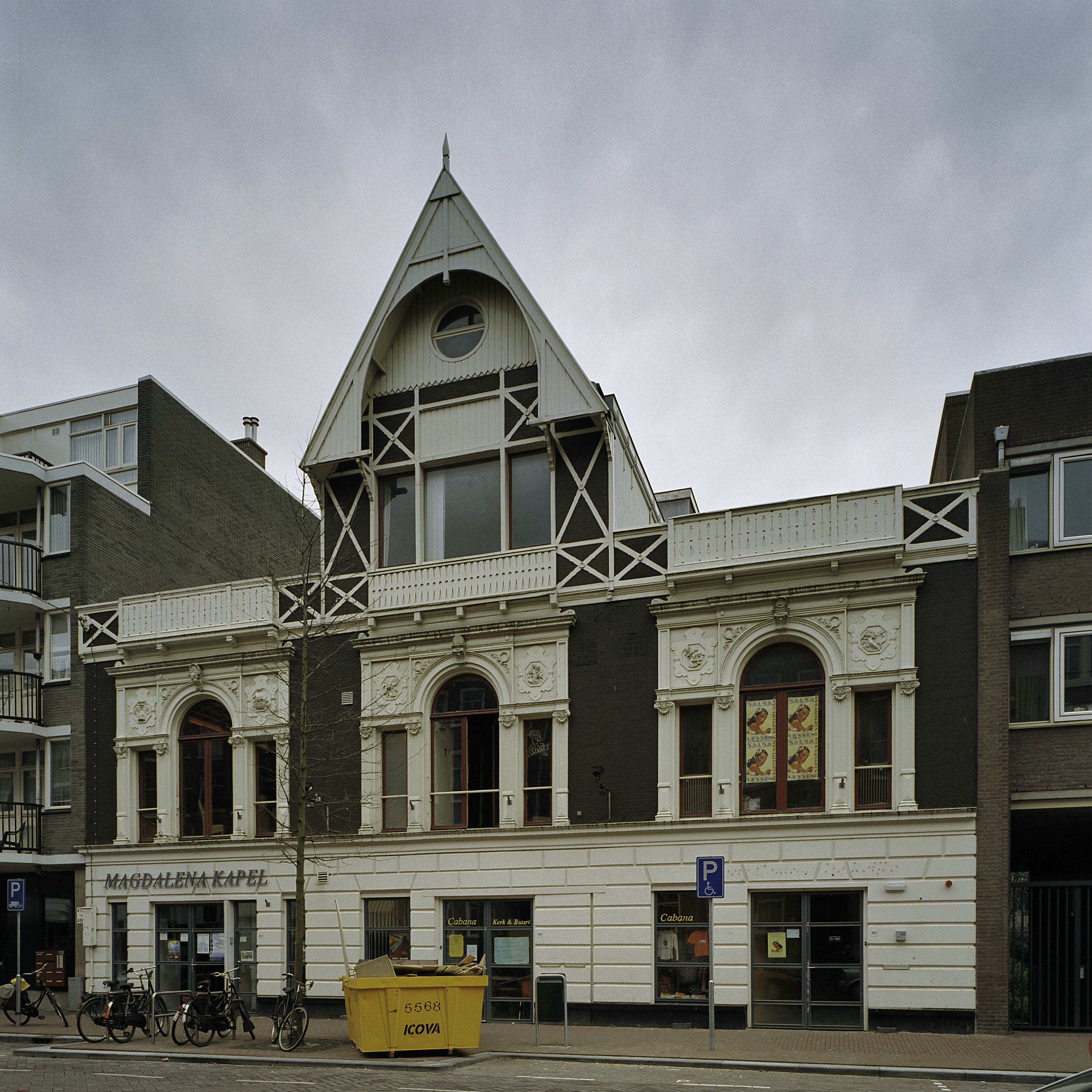
Magdalenakapel, Spaarndammerstraat 460-c
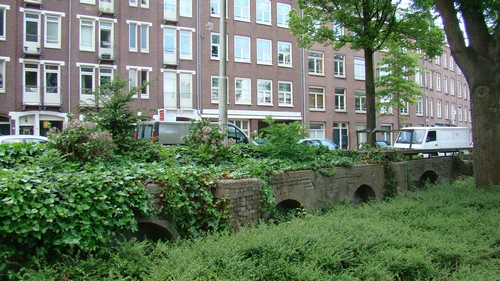
De restanten van de Maria Magdalenakerk, 2008